# Laureles (Salto)
Laureles es una localidad uruguaya del departamento de Salto. 

## Geografía
La localidad se encuentra ubicada en la zona suroeste del departamento de Salto, próximo y al sur de las costas del arroyo Laureles Grande, y sobre el camino departamental que une la ruta 31 con el camino de la cuchilla de Salto (conocido como ruta a Jones). Dista 45 km de la ciudad de Salto.

## Población
Según el censo de 2011 la localidad contaba con una población de 120 habitantes.
| 149           | 93 | 83 | 146 | 190 | 120 |
| (Fuente: INE) |    |    |     |     |     |